# Пільщ
Пільщ (пол. Pilszcz, нім. Piltsch) — село в Польщі, у гміні Кетш Ґлубчицького повіту Опольського воєводства.
Населення — 743 особи (2011).

## Демографія
Демографічна структура станом на 31 березня 2011 року:
|          | Загалом | Допрацездатний вік | Працездатний вік | Постпрацездатний вік |
| -------- | ------- | ------------------ | ---------------- | -------------------- |
| Чоловіки | 365     | 81                 | 250              | 34                   |
| Жінки    | 378     | 73                 | 231              | 74                   |
| Разом    | 743     | 154                | 481              | 108                  |